# Federazione calcistica di Cipro del Nord
La Cyprus Turkish Football Federation (in turco: Kıbris Türk Futbol Federasyon, KTTF) è la federazione calcistica della Repubblica Turca di Cipro. Essa fu fondata nel 1955 durante il dominio coloniale britannico a Cipro. Non è membro né della FIFA né della UEFA, ma è membro della ConIFA.

## Storia
La KTTF fu fondata nel 1955 prima dell'indipendenza di Cipro del Nord avvenuta nel 1960. La nazionale Turco-Cipriota gioco la sua prima partita nel 1962 contro la Turchia. La partita finita 5-0 per i turchi si disputò prima che Helmut Käser permise alla KTTF di giocare contro selezioni calcistiche di altre federazioni.

## Piramide Calcistica
La KTTF organizza due campionati principali: la Birinci Ligi e la Ikinci ligi. Viene organizzato anche un campionato femminile.